# Peter Gerety
Peter Gerety (Providence (Rhode Island), 17 mei 1940) is een Amerikaans acteur.

## Biografie
Gerety begon met acteren toen hij een student was aan de Universiteit van Boston, hij begon in lokale theaters en hij werd lid van een theater in Providence waar hij in meer dan honderdvijfentwintig toneelvoorstellingen speelde. Hij maakte in 1982 ook zijn debuut op Broadway, hij speelde in het toneelstuk The Hothouse om hierna in nog meerdere voorstellingen te spelen. Gerety begon in 1981 met acteren voor televisie in de film The House of Mirth. Hierna speelde hij in nog meer dan 100 rollen in films en televisieseries. 

## Filmografie

### Films
Selectie:
- 2014 A Most Violent Year - als Bill O'Leary
- 2012 Flight - als Avington Carr
- 2009 Public Enemies – als Louis Piquitt
- 2009 Paul Blart: Mall Cop – als chief Brooks
- 2008 The Loss of a Teardrop Diamond – als mr. Van Hooven
- 2008 Changeling – als dr. Earl W. Tarr
- 2008 Leatherheads – als commissaris
- 2008 Stop-Loss – als Carlson
- 2007 Charlie Wilson's War – als Larry Liddle
- 2006 Inside Man – als kapitein Coughlin
- 2005 Runaway – als Mo
- 2005 Syriana – als Leland Janus
- 2005 War of the Worlds – als baas van Hatch
- 2001 K-PAX – als Sal
- 2001 The Curse of the Jade Scorpion – als Ned
- 2000 The Legend of Bagger Vance – als Neskaloosa
- 1998 Montana – als Mike
- 1996 Sleepers – als advocaat
- 1996 Surviving Picasso – als Marcel
- 1996 Mrs. Winterbourne – als pastoor Brian Kilraine
- 1994 Miracle on 34th Street – als politieagent
- 1994 Wolf – als George

### Televisieseries
Uitgezonderd eenmalige gastrollen.
- 2022 The Girl from Plainville - als Conrad Roy - 4 afl.
- 2019 - 2021 City on a Hill - als Al Farisi - 2 afl.
- 2019 - 2020 Ray Donovan - als James Sullivan - 6 afl.
- 2015 - 2019 Sneaky Pete - als Otto Bernhardt - 30 afl.
- 2017 - 2018 The Good Fight - als rechter Timothy Stanek - 2 afl.
- 2016 - 2017 Mercy Street - als dr. Alfred Summers - 7 afl.
- 2015 Public Morals - als sergeant Mike Muldoon - 6 afl.
- 2013 - 2014 Elementary - als Frank Da Silva - 2 afl.
- 2010 - 2014 The Good Wife - als rechter Timothy Stanek - 2 afl.
- 2007 - 2013 Law & Order: Special Victims Unit - als rechter Harrison - 4 afl.
- 2011 – 2012 Prime Suspect – als Desmond Timoney – 13 afl.
- 2009 – 2010 Mercy – als Jimmy Flanagan – 10 afl.
- 2009 – 2010 Brothers & Sisters – als Dennis York – 11 afl.
- 2002 – 2008 The Wire – als rechter Daniel Phelan – 15 afl.
- 2002 Benjamin Franklin – als Joseph Galloway – miniserie
- 1996 – 1999 Homicide: Life on the Street – als Stuart Gharty – 47 afl.
- 1996 Public Morals – als Fogerty – 12 afl.
- 1990 The Kennedys of Massachusetts – als Ierse chauffeur – miniserie

## Theaterwerk opBroadway
- 2013 Lucky Guy - als John Cotter
- 2006 The Lieutenant of Inishmore – als Donny
- 2003 – 2004 Never Gonna Dance – als Alfred J. Morgenthal
- 2000 Macbeth – als Seyton / Porter
- 1992 – 1993 Conversations With My Father – als Finney de boek
- 1982 The Hothouse – als Lush

- International Standard Name Identifier: 0000 0000 4427 0185
- Library of Congress Control Number: no2004015625
- Nationale Bibliotheek van Israël: 987007321901305171
- Système universitaire de documentation: 083348921
- Virtual International Authority File: 268707233
- WorldCat: E39PBJgCHd7cTjxhwqr3K9jHmd